# قائمة الصياغات اللفظية
صَوغُ الألفاظ أو وَضعُها هو تكوين ألفاظ أو مصطلحات أو أسماء جديدة للتعبير عنها في الكلام. تعددت طرق الصياغة اللفظية، فمنها:
| الاسم            | الوصف                                                                                                   | مثال   | المعنى                   |
| ---------------- | --- | ------ | ------------------------ |
| لفظ مركب         | هو ما أريد بجزء لفظه الدلالة على جزء معناه                                                              |        |                          |
| اسم تاجي         | هو لفظ مركب من أوائل حروف مجموعة من الكلمات من باب اختصارها.                                            | يق     | يقال                     |
| لفظ منحوت        | توليد كلمة جديدة بتركيب اثنتين على الأقل.                                                               | حوقلة  | لا حول ولا قوة إلا بالله |
| الاشتقاق         | إذا أخذ شقه، وهو نصفه. ومن المجاز «اشتق في الكلام» إذا أخذ فيه يمينا وشمالا وترك القصد.                 |        |                          |
| الاختصار         | هو تقليل المباني مع إيفاء المعاني.                                                                      | إلخ... | إلى آخره...              |
| الاقتراض اللفظي  | هو أخذ القرض وهو اسم جامع لما تأخذه اللغة من غيرها، من كلمات وأوزان وحروف ومعان وغيرها، وتسمى المقترضات |        |                          |
| الاقتراض المعنوي | |        |                          |
| الاقتراض النحوي  | |        |                          |
| الاقتراض المعكوس | |        |                          |
| المحاكاة الصوتية | |        |                          |
| المزج            | |        |                          |
| لفظ هجين         | |        |                          |
|                  | |        |                          |
|                  | |        |                          |
|                  | |        |                          |
|                  | |        |                          |